# Škor (Stari Grad)
Škor
Škor je mali barokni trg u istočnom dijelu Starog Grada.
Ime je dobio po škveru tj. brodogradilištu koje se ovdje nalazilo do 17./18. st. kada je oblikovan i trg ispred kojeg je bilo more do nasipavanja starigradske obale u 19. st. 

## Opis
Trg je s tri strane okružen sklopovima kuća s renesansnim i baroknim stilskim osobinama, a neke a neke imaju odlike pučkog graditeljstva otoka Hvara. Najveća vrijednost trga je njegova očuvanost u cjelini.

## Zaštita
Pod oznakom Z-6685 zaveden je pod vrstom "kulturno-povijesna cjelina", pravna statusa zaštićena kulturnog dobra, klasificirano kao "urbana cjelina".